# Charles R. Jonas

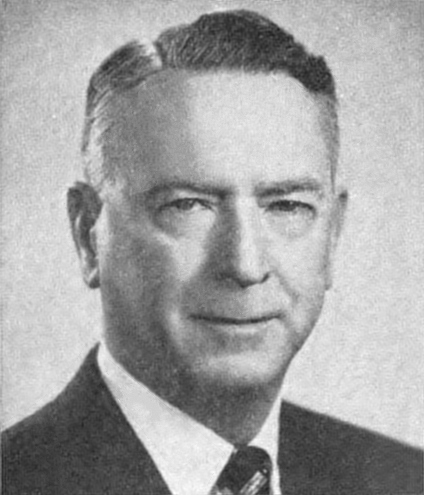
Charles R. Jonas (1965)

Charles Raper Jonas (* 9. Dezember 1904 bei Lincolnton, Lincoln County, North Carolina; † 28. September 1988 in Lincolnton, North Carolina) war ein US-amerikanischer Politiker. Er vertrat den Bundesstaat North Carolina als Abgeordneter im US-Repräsentantenhaus.

## Werdegang
Charles Jonas war der Sohn des Kongressabgeordneten Charles A. Jonas (1876–1955). Er graduierte 1921 an der Lincolnton High School. Anschließend machte er 1925 seinen Bachelor of Arts an der University of North Carolina at Chapel Hill und 1928 seinen Bachelor of Laws an der Rechtsabteilung derselben Universität. Seine Zulassung als Anwalt bekam er 1927 und eröffnete dann 1928 eine Praxis in Lincolnton.
Danach war er stellvertretender US-Staatsanwalt des westlichen Bezirks von North Carolina zwischen 1931 und 1933. Des Weiteren war er seit 1927 Mitglied der North Carolina National Guard. Erst am 21. September 1940 trat er mit dem Dienstgrad eine Kapitäns der United States Army bei und schied am 20. April 1946 mit dem Dienstgrad eines Oberstleutnants (Lieutenant Colonel) des Judge Advocate General’s Corps wieder aus. Anschließend war er von 1946 bis 1947 Präsident der Anwaltskammer von North Carolina. Danach war er Mitglied des Gesetzesprüfausschusses von 1948 bis 1950. Darauf kehrte er zu seiner Tätigkeit als Anwalt zurück.
Jonas war 1952 Delegierter zur Republican National Convention. Danach wurde er als Republikaner in den 83. und die neun nachfolgenden Kongresse gewählt. Seine Amtszeit belief sich vom 3. Januar 1953 bis zum 3. Januar 1973. Er entschloss sich 1972 für den 93. Kongress nicht mehr zu kandidieren. Danach kehrte er nach Lincolnton zurück und verblieb dort bis zu seinem Tod am 28. September 1988.
In seiner Amtszeit im Kongress weigerte er sich 1956, das Southern Manifesto zu unterzeichnen, das sich gegen die Rassenintegration an öffentlichen Einrichtungen aussprach.